# Sonata per a flauta dolça en sol menor (HWV 360)
La Sonata en sol menor (HWV 360) fou composta per Georg Friedrich Händel. Està escrita per a flauta dolça i clavicèmbal (l'autògraf manuscrit, una còpia feta probablement el 1712, detalla aquesta instrumentació en italià: "flauto e cembalo"). L'obra fa referència a l'Opus 1 núm. 2, i fou publicada el 1732 per Walsh. Altres catàlegs de Händel la referencien com a HG xxvii,9; i HHA iv/3,16.
Tant l'edició de Walsh com la de Chrysander s'indica que l'obra és per a flauta dolça ("flauto"), i la van publicar com a Sonata II.
Una interpretació típica dura gairebé 9 minuts.

## Moviments
L'obra consta de quatre moviments:
| Moviment | Tipus     | Tonalitat | Compàs | Núm. | Notes                                                                                          |
| -------- | --------- | --------- | ------ | ---- | ---------------------------------------------------------------------------------------------- |
| 1        | Larghetto | Sol menor | 4/4    | 20   | Acaba amb un breu adagio i un acord en re major.                                               |
| 2        | Andante   | Sol menor | 3/4    | 60   | Té dues seccions (30 i 30 compassos), cadascuna amb signes de repetició. En l'estil de Corelli |
| 3        | Adagio    | Mi♭ major | 3/2    | 12   | Conclou amb un acord en re major.                                                              |
| 4        | Presto    | Sol menor | 4/4    | 33   | Té dues seccions (13 i 20 compassos), cadascuna amb signes de repetició.                       |

(Els moviments no contenen signes de repetició llevat que s'indiquin. El nombre de compassos està agafat de l'edició de Chrysander, i és el número que apareix en el manuscrit; no inclou signes de repetició.)